# King of Thieves
King of Thieves (с англ. — «Король воров») — аркада для iOS и Android, разработанная и изданная Zeptolab UK Limited. Игра была анонсирована 23 января 2015 года на Youtube-канале Cut the Rope. Выпуск на платформе iOS состоялся 12 февраля 2015 года. Вскоре игра стала доступна 5 марта 2015 года на Android и 18 декабря 2015 года на Windows. В 2018 году Zeptolab UK Limited прекратил поддержку версии игры на Amazon, в 2019 — на Windows. Игрокам было предложено перенести игровой процесс на платформы iOS и Android.
Стала первой аркадой на PvP-платформе производством Zeptolab UK Limited. За первые 5 дней после запуска достигла аудитории в 2 миллиона игроков.
По состоянию на май 2015 года игра достигла порога в 10 миллионов скачиваний при 6 миллионах активных игроков в месяц.
В 2015 году King of Thieves вошёл в список лучших приложений на Android по версии Google Play; в 2016 году компания Apple назвала аркаду лучшей игрой России на Apple TV.
Также существует HTML5-версия игры,  доступная в браузере, в которой присутствуют только одиночные уровни.

## Игровой процесс
В самом начале игроку предлагается управлять воришкой. Цель игрока при каждом нападении на чужое подземелье — украсть камень или золото, находящиеся в тотеме, преодолев ловушки, оставленные другим игроком для предотвращения кражи своих ресурсов.
В игре существует система лиг (всего их 14), за прохождение которых игроку даётся внутриигровая валюта в виде монет и синих сфер. Задача игрока — одолеть противников, которые по сюжету пытаются помешать воришке вернуться на трон.
У каждого воришки имеется запас здоровья. Каждый раз сталкиваясь с ловушкой во время атаки персонаж теряет определённое количество здоровья, зависящее от уровня ловушки с которой он столкнулся. Чем выше уровень ловушки, тем больше здоровья потеряет персонаж.
При переезде в новое подземелье, игрок может выбрать один из трёх случайных наборов ловушек. Ловушки пытаются нанести урон воришке и защитить подземелье от других воров, которые пытаются обокрасть его. В настоящее время существует 11 ловушек и 3 элемента, которые используются для защиты тотема. Ловушки можно улучшить максимум до 46 уровня. Каждый раз при улучшении ловушки, её урон увеличивается. Такие элементы, как батут, платформа и гравитрон, не могут быть улучшены. Они появляются только в некоторых подземельях и могут быть использованы для дополнительной защиты.
Трон — обязательный атрибут каждого воришки, дающий персонажу различные способности. Сила способностей зависит от уровня трона. Всего существует 4 способности: «Здоровье», «Кража золота», «Шанс кражи камня», «Шанс выпадения лучшего камня».
Игроки для совместной игры могут объединяться в Гильдии. Они могут показать свою силу в Битвах Гильдий. Каждая гильдия соревнуется со случайно выбранной гильдией. Вклад в битву гильдий зависит от «дельты», то есть от того, на сколько тот или иной игрок увеличил свой рейтинг с начала раунда. Побеждает та гильдия, которая набрала бо́льшую суммарную дельту, и каждый игрок гильдии-победителя получает синие сферы. Количество сфер, которое выдаётся одному игроку, зависит от количества украденных на протяжении всей арены камней (мультипликатора) и от нахождения гильдии в той или иной арене.
Уникальные камни — это особые камни, которые можно получить, сохраняя камни в сокровищницу. Рейтинг сохранится, но его нельзя будет вернуть. Для сохранения вам понадобятся изумруды, которые можно получить после завершения ритуала. Шкала будет заполняться сохранённым рейтингом. После заполнения у вас будет артефакт богатства (нижняя левая панель), в нём 1 случайный уникальный камень. С помощью уникальных камней и изумрудов можно изучать заклинания, временные перестанут действовать после истечения срока, но их можно будет активировать снова. Постоянные же действуют всегда, но их можно улучшать, также за изумруды и уникальные камни. Там же есть коллекция камней, где находятся уникальные и большие камни. Большие камни — это камни с рейтингом больше 1 000 000, с ними нельзя проводить ритуалы или украсть. Они получаются проведением ритуала с суммой больше миллиона. При объединении трёх камней с рейтингом 999 999 получается максимальный (идеальный) радужный камень на 2 999 997.
В игре существует 4 валюты: монеты, синие сферы, кристальные слёзы и изумруды. Все они различаются по манере их получения и использования в игре.

## Сюжет
Действие происходит в королевстве воров. Воришка, бывший король, с помощью своей подруги Джеффи сбегает из тюрьмы, в которую был посажен нечестным путём. Так как прошло много времени во время заключения бывшего Короля Воров, о нём почти забыли и рейтинг его обрушился. Герой намерен отомстить нынешнему королю Растину и его приспешникам, благодаря злоключениям которых Воришка оказался за решёткой.

## Создание игры

### Зарождение идеи

Один из первых прототипов игры

На протяжении 5 лет Zeptolab UK Limited был компанией «одной франшизы», в связи с чем потребовалось создание и развитие новых идей: командой было предложено 120 концептов, разработано 50 прототипов, один из которых в перспективе превратился в King of Thieves: в один из Дней автономии, когда сотрудники занимаются каким-либо собственным проектом, а после презентуют его результаты в компании, был придуман персонаж, который может прыгать и отталкиваться от стен через нажатие на экран смартфона. Идея была принята сотрудниками, была поставлена задача придумать, используя данную мысль, потенциальную игру; в результате, проект пошёл в разработку, которая длилась около 2 лет.

### Разработка и бета-тестирование
Прототип будущей игры был создан за один день. Препродакшн длился около 50 недель: на протяжении каждой рабочей недели происходило обсуждение новой версии приложения, в выходные сотрудники компании соревновались друг с другом, тестировали получившийся продукт: 
В процессе теста игра вызвала бурю эмоций — офис периодически взрывался смехом, радостью от удачного захвата чужого камня и проклятиями потерпевшей стороны. Мы поняли, что в игре есть главное — она затягивает и заставляет переживать. С тех пор игра находится в активной разработке и мы ни разу об этом не жалели.Семён Войнов, арт-директор Zeptolab UK Limited
Бета-тестирование предстоящей King of Thieves началось в июне 2014 года в Канаде. На тот момент игра имела рабочее название Thieves (с англ. — «Воры»), в качестве разработчика был указан некий Дмитрий Момзиков.
В одной из первой версий игры Zeptolab UK Limited столкнулась с проблемой — показатели LTV у Thieves показывали достаточно низкие значения — монетизация проекта не росла и всего лишь 9 % игроков продолжали игровую деятельность спустя 7 дней после скачивания аркады. Через 4 дня после запуска бета-тестирования произошла первая внутриигровая покупка. Причиной данной неудачи стало непонимание новыми игроками основной идеи игры — пользователи не замечали многопользовательский режим игры, делая неосознанный выбор в сторону однопользовательского, как следствие проходя игровую кампанию. В качестве одного из решений выступила новая игровая экономика — были увеличены стоимость и скорость внутриигровых улучшений, игровая валюта была искусственно удешевлена. В процессе подготовки игры к запуску проект пережил несколько неконтролируемых увеличений общего количества денежной массы, что привело к обесценению цен на игровые покупки; первоначально данная проблема решалась обнулением накопленной валюты у пользователя, однако после было поставлено ограничение на возможное количество имеющихся у игрока монет. Одним из последних нововведений перед выпуском King of Thieves стало удовлетворение просьбы игроков о добавлении костюмов для основного персонажа. За время предпроизводства произошло увеличение монетизации в 18 раз, около четверти пользовательских аккаунтов оставались активными спустя неделю после скачивания продукта.
В январе 2025 года King of Thieves, вместе с CATS: Crash Arena Turbo Stars, была продана компании Nazara Techologies.

## Музыка
В игре присутствуют три звуковых дорожки.
Фоновая тема King of Thieves была написана компанией Scienart Media в 2015 году. Произведение, сыгранное живым оркестром, длится 53 секунды.
Авторство двух других аудиозаписей остается неизвестным.

## Оценки критиков
| Сводный рейтинг       | Сводный рейтинг |
| Агрегатор             | Оценка          |
| --------------------- | --------------- |
| GameRankings          | 68,00 %         |
| Metacritic            | 69/100          |
| «Критиканство»        | 80/100          |
| Иноязычные издания    |                 |
| Издание               | Оценка          |
| Pocketmeta            | [ 25 ]          |
| Gamezebo              | [ 26 ]          |
| Pocket Gamer          | 6/10            |
| Apple'N'Apps          | 4,0/5,0         |
| El Jugón De Móvil     | 7,4/10,0        |
| Multiplayer.it        | 6,0/10,0        |
| Русскоязычные издания |                 |
| Издание               | Оценка          |
| «Игры Mail.ru»        | 8,0/10,0        |
| Ferra.ru              | [ 32 ]          |
| StopGame.ru           | похвально       |

Игра изначально привлекла к себе интерес различных изданий в связи с потенциальной преемственностью успеха головоломки Cut the Rope, ранее также разработанной Zeptolab UK Limited.
Аркада была положительно встречена критиками: в публикации Kotaku King of Thieves была названа «глотком свежего воздуха» для любителей состязательных онлайн-игр наподобие Clash of Clans. Редактор Канобу, Вадим Милющенко, и Петр Сальников из Gmbox назвали игру «захватывающей», «затягивающей» и «вызывающей эмоции широчайшего спектра».
Однако были замечены и определённые недостатки. Новостной агрегатор Apple’N’Apps и портал Игры@Mail.Ru отметили, что медленное восстановление отмычек является барьером для получения удовольствия игроком, который таким образом не сможет полностью «втянуться» в игру: ему придется либо смотреть рекламный ролик, либо идти в магазин, покупая ресурс за игровую валюту. Критики отмечали в качестве одной из негативных сторон монотонность происходящих действий в игре: ощущается потеря мотивации к продолжению продвижения игрового аккаунта в связи с ощущением цикличности, повторяемости игровых событий. Испанское издание El Jugón De Móvil указало на несовершенство музыкальной составляющей King of Thieves, высказав сомнение в том, что какая-либо композиция из приложения сможет быть сопоставлена с продуктом российской компании при случайном прослушивании.

## Сотрудничество с Viber
18 февраля 2016 года King of Thieves появилась в библиотеке игр Viber. Игра начала поддерживать логин не только через Facebook, но и через Viber. Проект был настроен под мессенджер и его пользователей.
С помощью Viber игрок может играть вместе со своими друзьями и просить их о помощи в случае кражи камня у воришки. Однако, при подключении игрока к Viber функционал Facebook становится недоступен.